# Parque Indígena do Xingu
O Parque Indígena do Xingu, anteriormente Parque Nacional Indígena do Xingu, é uma terra indígena brasileira, considerada a maior e uma das mais famosas reservas do gênero no mundo.

## Histórico
O parque foi criado em 1961 pelo então presidente brasileiro Jânio Quadros, tendo sido a primeira terra indígena homologada pelo governo federal. Seus principais idealizadores foram os irmãos Villas Bôas, mas quem redigiu o projeto foi o antropólogo e então funcionário do Serviço de Proteção ao Índio, Darcy Ribeiro.

## Área
A área do parque, que conta com 2 642 003 hectares está situado no norte do estado de Mato Grosso, numa zona de transição entre os biomas de cerrado e amazônico. A região plana, onde predominam as matas altas entremeadas de cerrados e campos, é cortada pelos formadores do Rio Xingu, e pelos seus primeiros afluentes da direita e da esquerda. Os cursos formadores são os rios Kuluene, Tanguro, Kurisevo e Ronuro - o Kuluene assume o nome de Xingu a partir da desembocadura do Ronuro, no local conhecido pelos indígenas como Mÿrená (Morená). Os afluentes são os rios Suiá Miçu, Maritsauá Miçu, Auaiá Miçu, Uaiá Miçu e o Jarina, próximo da cachoeira de Von Martius.

## História

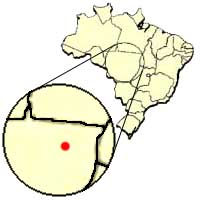
Localização do Parque Indígena do Xingu no Brasil

O Parque Indígena do Xingu é considerado a maior e uma das mais famosas reservas do gênero no mundo. Criado em 1961, durante o governo de Jânio Quadros, foi resultado de vários anos de trabalho e luta política, envolvendo os irmãos Villas-Bôas, ao lado de personalidades como o Marechal Rondon, Darcy Ribeiro, Noel Nutels, Café Filho e muitos outros.
Em mais de meio século de existência, o Xingu passou por diversas mudanças que coincidem com a história da questão indígena nas últimas décadas. No início, a filosofia aplicada pelos Villas-Bôas visava a proteger o índio do contato com a cultura dos grandes centros urbanos. Na época, por exemplo, não era permitido nem usar chinelos ou andar de bicicleta, para que nada mudasse no cotidiano da comunidade.
A criação do parque foi uma das consequências da Expedição Roncador-Xingu e da chamada "Marcha para o Oeste", movimento planejado sob o governo de Getúlio Vargas para conquistar e desbravar o coração do Brasil. Iniciada em 1943, o desbravamento adentrou a região central do Brasil, desvendou o sul da Amazônia e travou contato com diversas etnias indígenas ainda desconhecidas.
A liderança dos irmãos Villas-Bôas transformou o caráter militarista da Marcha para o Oeste. Baseada na filosofia do Marechal Rondon de "morrer se preciso for, matar nunca", o que seria meramente uma missão potencialmente violenta, tornou-se uma expedição de contato, pacificação e respeito para com os diversos povos indígenas da região centro-oeste brasileira. Um trabalho reconhecido em todo mundo como um dos mais importantes para a preservação da diversidade das pessoas.

## Etnias e patrimônio cultural

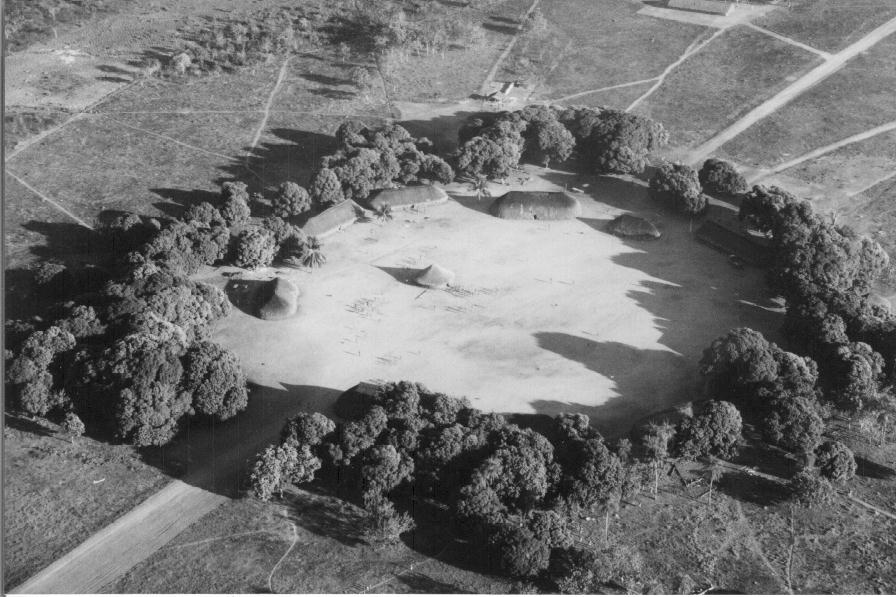
Aldeia camaiurá no Parque Indígena do Xingu

Atualmente, vivem, na área do Xingu, aproximadamente, 5 500 índios de quatorze etnias diferentes pertencentes aos quatro grandes troncos linguísticos indígenas do Brasil: caribe, aruaque, tupi e macro-jê. Centros de estudo, inclusive a Organização das Nações Unidas para a Educação, a Ciência e a Cultura, consideram essa área como sendo o mais belo mosaico linguístico puro do país. Os povos indígenas que vivem na região são: cuicuros, calapalos, nauquás, matipus, icpengues (todos de tronco linguístico caribe), meinacos, uaurás, iaualapitis (tronco linguístico aruaque), auetis, camaiurás, jurunas, caiabis (tronco linguístico tupi), trumais (língua isolada), suiás (tronco linguístico macro-jê); já tendo ainda morado na área do parque os panarás (kreen-akarore), os menbengokrês (caiapós) e tapaiunas (beiço-de-pau). Criado o Parque Nacional do Xingu, posteriormente denominado Parque Indígena do Xingu, em 1961, Orlando Villas-Bôas foi nomeado seu administrador-geral. No exercício dessa função, pôde melhorar a assistência aos índios, garantir a preservação da fauna e da flora da região e reaparelhar os postos de assistência. Ainda como administrador do parque, Orlando Villas-Bôas favoreceu a realização de estudos de etnologia, etnografia e linguística a pesquisadores não apenas nacionais como de universidades estrangeiras. Autorizando, ainda, a filmagem documentária da vida dos índios, deu margem a um valioso acervo audiovisual.
A épica empreitada dos irmãos Villas-Bôas é um dos mais importantes e polêmicos episódios da antropologia brasileira e da história indígena. A concepção do Parque Indígena do Xingu, os custos para sua implementação e suas drásticas consequências, o constante ataque de madeireiros e latifundiários e as políticas indigenistas do estado brasileiro são temas importantes para a reflexão sobre o significado de toda esta experiência.
As populações dos povos indígenas no Parque Indígena do Xingu:
| Etnia              | População |
| ------------------ | --------- |
| Aweti              | 195       |
| Ikpeng             | 459       |
| Kalapalo           | 385       |
| Kamaiurá           | 467       |
| Kawaiweté (Kaiabi) | 1.193     |
| Kisêdje (Suiá)     | 330       |
| Kuikuro            | 522       |
| Matipu             | 149       |
| Mehinako           | 254       |
| Nafukuá            | 126       |
| Naruvôtu           | 69        |
| Tapayuna           | 60        |
| Trumai             | 97        |
| Waurá              | 409       |
| Yawalapiti         | 156       |
| Yudjá (Juruna)     | 348       |

## Línguas
As línguas indígenas faladas no parque:
Ao sul (Alto Xingu):
- família linguística Arawak:
  - Waurá
  - Mehinaku
  - Yawalapiti
- família linguística Karib:
  - Kuikuro
  - Matipu
  - Nahukwa
  - Kalapalo
- tronco Tupi:
  - Aweti
  - Kamayurá

Ao norte (Baixo Xingu):
- Trumai
- família linguística Jê:
  - Suyá
- tronco Tupi:
  - Juruna (Yudja)
  - Kayabi
- família linguística Karib:
  - Ikpeng (Txikão)

## Lista de aldeias
Lista das aldeias de cada povo indígena do Parque Indígena do Xingu:
| Yudjá - Pakaia - Parureda - Tuba Tuba - Paksamba - Pequizal Kawaiweté aldeias Kawaiweté no rio Xingu: - Caiçara - Capivara - Yaitata - 11 de Setembro (com os Kisêdje) - Piraquara - Itaí - Moitará - Samaúma - Tuiararé - Kwaryja - Ilha Grande - Barranco Alto - Três Irmãos aldeias Kawaiweté no rio Arraias: - Aiporé - Fazenda João - Paranaíta - Mupadá (com os Yudjá) - Três Patos - Mainumy - Sobradinho - Nova Maraká - Iguaçu | Kisêdje (na Terra Indígena Wawi) - Ngosôkô Nova - Horerusikhô - Roptotxi - Fazenda Ronkho - Ngojhwêrê Ikpeng - Moygu Trumai - Boa Esperança - Três Lagoas - Steinen Kamaiurá - Morená - Jacaré - Ipavu Nafukuá - Kranhãnhã - Nafukuá - Yaramy Matipu - Matipu - Buritizal Yawalapiti - Yawalapiti Waurá - Piyulaga Mehinaku - Uyaipiyuku (ou Mehinaku) - Utawana - Kaupüna (fundado em 2014) - Aturua (fundado em 2012) | Aweti - Saidão da Fumaça (criado em 2002) - Tazu'jyt tetam ("aldeia da pequena formiga-de-fogo") - Mirassol Kuikuro - Ipatse - Afukuri - Lahatua - Kuluani - Agata (Barranco Queimado) - Curumim Kalapalo - Aiha - Tanguro - Caramujo - Kunué - Lago Azul - Pingoa |

## Postos de Vigilância
Os Postos de Vigilância (PIV) no Parque Indígena do Xingu são:
- Kurisevo
- Kuluene
- Tanguro
- Rio Preto
- Tuiuiu
- Jarinã
- Manito
- Tywapé
- Terra Nova
- Ronuro

Os Postos de Vigilância (PIV) pertos do Parque Indígena do Xingu são:
- Batovi
- Wawí
- Kapot

## Municípios
Lista de municípios com incidência no Parque Indígena do Xingu:
| Município             | Área do Parque no município (%) | Área do Parque no município (ha) | Área do município (ha) |
| --------------------- | ------------------------------- | -------------------------------- | ---------------------- |
| Gaúcha do Norte       | 30,86                           | 815.371,65                       | 1.693.429,80           |
| Querência             | 21,93                           | 579.426,06                       | 1.778.619,50           |
| Feliz Natal           | 19,88                           | 525.273,21                       | 1.167.899,90           |
| Paranatinga           | 9,34                            | 246.807,55                       | 2.416.244,40           |
| São Félix do Araguaia | 7,84                            | 207.240,25                       | 1.671.347,50           |
| Marcelândia           | 5,45                            | 143.874,07                       | 1.227.355,20           |
| Canarana              | 2,06                            | 54.312,41                        | 1.088.237,90           |
| Nova Ubiratã          | 1,15                            | 30.273,56                        | 1.250.011,40           |
| São José do Xingu     | 1,85                            | 48.974,45                        | 745.964,50             |